# Herbert Lestiboudois
Herbert Lestiboudois (Pseudonyme Bert, Udo Herb, Max Friedrich, Peter Purzel, Thesa Pohl, * 21. Mai 1907 in Hamburg; † 25. Mai 1963 ebenda) war ein deutscher Schriftsteller und Journalist.

## Leben
Der Sohn eines Feinkosthändlers verließ die Realschule ohne Abschluss und fuhr zur See. Anschließend absolvierte er eine Schriftsetzerlehre und betätigte sich in der sozialistischen Jugendbewegung. Er veröffentlichte bereits vor 1933 u. a. in der Weltbühne literarische Beiträge. Nach der Machtergreifung der Nationalsozialisten schrieb er zunächst unpolitische Artikel und versuchte später, durch Publikationen Organe des deutschen Faschismus geistig zu unterwandern. 1935 konnte er zwei Artikel in der SS-Zeitschrift Das Schwarze Korps veröffentlichen. Allerdings wurde er enttarnt und von der Gestapo verhört. Anschließend konnte er bis zum Kriegsbeginn nicht mehr publizieren und war als Gelegenheitsarbeiter tätig. Während des Zweiten Weltkriegs veröffentlichte er unter Pseudonym diverse Satiren, u. a. im Simplicissimus. 
Nach dem Krieg griff er, zwar nur am Rande, in die öffentliche Kontroverse um die erwünschte Rückkehr Thomas Manns nach Deutschland ein, indem er dessen Weigerung als einen bedauerlichen Mangel an Empathie für die in Deutschland verbliebenen „inneren Emigranten“ hinstellte.
Seine erfolgreichste Zeit als Literat waren die unmittelbaren Nachkriegsjahre. Bekannt wurde er mit dem Gedicht „Das ist der Ruhm der Soldaten“. Wegen angeblicher Verunglimpfung des deutschen Soldaten wurde eine Hetzkampagne der bürgerlichen und konservativen Presse initiiert, der sich CDU, DP und FDP anschlossen und die in zwei Anschlägen auf seine Wohnung gipfelte. Lestiboudois, damals Mitglied der SPD, verließ diese enttäuscht, da sie ihn aus seiner Sicht während der Kampagne gegen ihn nicht unterstützt hatte, und näherte sich zeitweilig der KPD an.
1951 nahm er am Starnberger Schriftstellertreffen teil, zu dem über 50 Schriftsteller aus der DDR und der BRD erschienen. In den frühen fünfziger Jahren veröffentlichte er regelmäßig in linken Publikationen, auch in der DDR, z. B. in der von Willi Bredel herausgegebenen Zeitschrift Heute und Morgen. Er starb an den Folgen eines Autounfalls.

## Werke
- Da schweigen die Trompeten, Gedichte, Hamburg 1946.
- Ninon. Aus den nächtlichen Notizen des Soldaten Cornelius, Hamburg 1946.
- Chronik eines ländlichen Lebens, Hamburg 1947.
- Literarische Miniaturen, Hamburg 1947.
- Auch meine Mutter war kleiner Leute Kind, in: Aufwärts. Jugendzeitschrift des Deutschen Gewerkschaftsbundes (Brit. Zone), Nr. 12, Jg. 2, Juni, 1949, S. 6.
- Wunschlied der Deutschen, Gedicht, in: Heute und Morgen, 1954, H. 9.